# ティム・カン
ティム・カン（Tim Kang、강일아, 1973年3月16日 - ）は、アメリカ合衆国出身の俳優である。CBSで放送したドラマ『メンタリスト』のキンブル・チョウ役で知られる。

## キャリア
サンフランシスコ市出身。父親は韓国聖書大学の総長カン・ウジョンで、祖父は同大学の設立者カン・テグク。
26歳になるまで俳優になる意思はなかった為、カリフォルニア大学バークレー校 にて政治学を専攻。
大学卒業後はハワイで2年暮らした後、サンフランシスコ市内のパシフィック証券取引所（現在はパシフィック取引所）に就職し働いていたが、通勤途中にある俳優養成学校に興味を持ち通うようになる。その後証券会社を退職し、ハーバード大学付属シアタートレーニングにて修士号を修得。
テレビドラマの端役やCMに多数出演後、人気ドラマ『メンタリスト』のレギュラーを獲得し人気を得る。

### 私生活
私生活はあまり公表していない。1女の父親。テコンドーは黒帯の腕前。

## 主な出演作

### 映画
| 公開年 | 邦題 原題                                       | 役名             | 備考 |
| ------ | ----------------------------------------------- | ---------------- | ---- |
| 2002   | トゥー・ウィークス・ノーティス Two Weeks Notice | ポール           |      |
| 2004   | フォーガットン The Forgotten                    | アレック・ウォン |      |
| 2008   | ランボー/最後の戦場 Rambo                       | エン・ジョー     |      |
| 2010   | ミスターグリーン Mister Green                   | メイソン・パーク |      |

### テレビシリーズ
| 公開年    | 邦題 原題                                               | 役名                 | 備考                           |
| --------- | ------------------------------------------------------- | -------------------- | ------------------------------ |
| 2002      | ザ・ソプラノズ 哀愁のマフィア The Sopranos              | ハリソン・ウォン     | 1エピソード                    |
| 2003      | LAW & ORDER:犯罪心理捜査班 Law & Order: Criminal Intent | ムラカミ             | 1エピソード                    |
| 2004      | サード・ウォッチ Third Watch                            | ケント・ヨシハラ     | 5エピソード                    |
| 2005      | Law & Order: Trial by Jury                              | リアム・ケリー       | 1エピソード                    |
| 2006      | ゴースト 〜天国からのささやき Ghost Whisperer           | チェン               | シーズン２第８話「出会った夜」 |
| 2007      | 名探偵モンク Monk                                       | ブレネマン           | 1エピソード                    |
| 2007      | ザ・オフィス The Office                                 | コー                 | 1エピソード                    |
| 2007      | ザ・ユニット 米軍極秘部隊 The Unit                      | アラン・ランツ       | 2エピソード                    |
| 2008-2015 | メンタリスト The Mentalist                              | キンブル・チョウ     | 151エピソード                  |
| 2015      | ヴァンパイア・ダイアリーズ The Vampire Diaries          | オスカー             | 3エピソード                    |
| 2015      | クリミナル・マインド FBI行動分析課 Criminal Minds       | チャーリー・セネラク | 1エピソード                    |
| 2017      | アメリカン・ホラー・ストーリー                          | トム・チャン         | 1エピソード                    |
| 2017      | Chicago Justice                                         | キム                 | 1エピソード                    |
| 2018      | マダム・セクレタリー Madam Secretary                    | ニール・シン記者     | s4-e20『密着取材』             |
| 2018      | クローク&ダガー (テレビドラマ)                          | アイヴァン・ヘス     | 2エピソード                    |
| 2018-     | 私立探偵マグナム Magnum P.I.                            | ゴードン・カツモト   |                                |

## 外部サイト
- ティム・カン - オールムービー（英語）
- ティム・カン - IMDb（英語）